# Іст-Карбон (Юта)
Іст-Карбон (англ. East Carbon) — місто (англ. city) в США, в окрузі Карбон штату Юта. Населення — 1556 осіб (2020).

## Географія
Іст-Карбон розташований за координатами 39°31′59″ пн. ш. 110°25′46″ зх. д. / 39.53306° пн. ш. 110.42944° зх. д. (39.533055, -110.429496).  За даними Бюро перепису населення США в 2010 році місто мало площу 23,25 км², з яких 23,23 км² — суходіл та 0,02 км² — водойми.

## Демографія
Згідно з переписом 2010 року, у місті мешкала 1301 особа в 549 домогосподарствах у складі 361 родини. Густота населення становила 56 осіб/км².  Було 721 помешкання (31/км²).
Расовий склад населення:
| - 90,5 % — білих - 0,9 % — корінних американців - 0,5 % — чорних або афроамериканців - 0,2 % — азіатів - 4,3 % — осіб інших рас |

До двох чи більше рас належало 3,6 %. Частка іспаномовних становила 21,1 % від усіх жителів.
За віковим діапазоном населення розподілялося таким чином: 23,2 % — особи молодші 18 років, 58,4 % — особи у віці 18—64 років, 18,4 % — особи у віці 65 років та старші. Медіана віку мешканця становила 43,0 року. На 100 осіб жіночої статі у місті припадало 92,7 чоловіків;  на 100 жінок у віці від 18 років та старших — 91,4 чоловіків також старших 18 років.